# Азербайджанские авиалинии
«Азербайджанские Авиалинии» (AZAL, АЗАЛ, азерб. Azərbaycan Hava Yolları) — крупнейшая азербайджанская авиакомпания, национальный авиаперевозчик. Член Международной ассоциации воздушного транспорта (ИАТА). Штаб-квартира расположена в городе Баку.
Основана 7 апреля 1992 года. Первая национальная авиакомпания, созданная после обретения страной независимости.
Базовый аэропорт авиакомпании, международный аэропорт Гейдар Алиев, расположен в 20 км северо-восточнее Баку. Компания осуществляет пассажирские перевозки в страны Европы, СНГ, Северной Америки, Ближнего Востока и Азии.

## История

### Начало деятельности
В 1990 году Азербайджан объявил, что он создаёт свою собственную авиакомпанию и что он будет независим от Аэрофлота, давнего поставщика авиаперевозок для советских республик. «Азербайджанские авиалинии» (AZAL) были официально учреждены 17 августа 1992 года.
Первым президентом авиакомпании был назначен Вагиф Садыхлы.
«Азербайджанские авиалинии», образованные на базе регионального отделения Аэрофлота, распространили свою географию полётов за пределы Советского Союза, что до этого было исключительной сферой деятельности Аэрофлота.
В январе 1991 года в партнёрстве с Turkish Airlines был открыт регулярный маршрут Баку — Стамбул.
В сотрудничестве с Объединёнными Арабскими Эмиратами было создано грузовое предприятие «Aviasharg».
AZAL унаследовал от Аэрофлота огромный флот, в который вошли более 20 лайнеров «Туполев» советского производства, несколько региональных авиалайнеров и грузовых самолётов, 90 лёгких самолётов и 50 вертолётов. Дополнительно были арендованы  два Boeing 727, принадлежавшие Pan Am, 1968 года выпуска.
AZAL активно сотрудничал с Aviation Leasing Group (ALG), американским арендодателем Boeing 727. В сотрудничестве с Buffalo Airways, принадлежащей  Aviation Leasing Group было создано совместное предприятие по трансатлантическим чартерным грузам, которое также обучало экипажи AZAL в соответствии с международными стандартами в Далласе, штат Техас.
В ноябре 1994 года AZAL начал полёты в Дубай, который, наряду со Стамбулом, был основным источником иностранных товаров. Вскоре полёты также были начаты по направлениям: Тегеран, Тель-Авив, Санкт-Петербург, Лондон, Китай.
В середине 1998 года обслуживание нескольких региональных направлений было приостановлено из-за низкой рентабельности и необходимости ремонта трёх самолётов Як-40.
За исключением нескольких крупных городов, в январе 1999 года по причине задолженности обслуживание стран СНГ было приостановлено. Эти маршруты, как правило, были также убыточными, и столкнулись с конкуренцией со стороны поездов. В 1998 году на внутренние авиарейсы приходилось лишь около 16% перелётов AZAL.

### Пополнение авиапарка
Пограничный спор Азербайджана и Армении из-за Нагорного Карабаха задержал финансирование приобретения двух новых Boeing 757 от Эксимбанка США.
По данным Air Transport Intelligence, первой сделкой Эксимбанка для Азербайджана была гарантия по кредиту на сумму 66 миллионов долларов. Финансирование также было гарантировано правительством Азербайджана и Международным банком Азербайджана.
Первый из двух Boeing 757 был доставлен осенью 2000 года. Эти самолёты предлагали перевозчику беспрецедентную дальность полётов, комфорт и эффективность на дальних международных маршрутах. Они также помогли создать современный образ авиакомпании в мире. Второй Boeing 757, который должен был быть доставлен, прибыл в декабре 2000 года. В январе 2001 года в сотрудничестве с Air France Boeing 757 начал перелёты по маршруту Париж — Баку.
Вскоре авиакомпания начала покупать новые самолёты, отказавшись от устаревших советских моделей. В октябре 2002 года AZAL заказал шесть вертолётов Eurocopter стоимостью 52 миллиона евро. Вертолёты использовались для транспортировки персонала и оборудования на нефтяные вышки в Каспийском море.
В июле 2004 года два авиалайнера AZAL были конфискованы Турцией в связи с 12-летним долгом Министерства сельского хозяйства Азербайджана перед турецкой компанией. В том же месяце AZAL заказал новые турбовинтовые самолёты Ан-140 украинского производства, вместимостью 52 пассажира для пополнения регионального парка, по цене около 36 миллионов долларов за четыре самолёта.
22 июля 2010 года Boeing и «Азербайджанские авиалинии» подписали соглашение о замене двух самолётов Boeing 737 Next Generation на один Boeing 767-300ER (увеличенной дальности) и два 767 Freighter. С учётом этого, «Азербайджанские авиалинии» заказали в общей сложности восемь самолётов Boeing: два самолёта 767-300ER , два грузовых самолёта 767, два самолёта 737 Next-Generation и два самолёта 787-8.  В сентябре 2010 года AZAL отменил заказ на оставшиеся два самолёта 737 Next-Generation.

### С 2010 года
24 сентября 2014 года был осуществлён первый авиарейс по маршруту Баку — Нью-Йорк — Баку.
23 и 24 декабря 2014 года «Азербайджанские авиалинии» приняли заказанные 2 самолёта Boeing 787 Dreamliner.
12 ноября 2017 года Boeing заключил сделку по продаже «Азербайджанским авиалиниям» пяти самолётов 787-8 на сумму около 1,9 млрд долларов.
В 2022 году авиакомпания из-за проблем со страховыми компаниями приостановила полёты в города России по причине неопределённости из-за санкций. C 15 июня 2022 года полёты в Россию были возобновлены.
4 октября 2022 года начаты полёты в Самарканд. Это стали первые в истории перелёты из Баку в Самарканд.
15 сентября 2023 года запущен авиарейс Баку — Кишинёв.
С 17 марта 2024 года начаты полёты в аэропорт Гатвик Лондона. С этого периода AZAL будет осуществлять 6 еженедельных рейсов Баку — Лондон.
С 3 июня 2024 года запущены рейсы Баку — Бухарест (Румыния).
С ноября 2024 года будут начаты перелёты из Баку в аэропорт Аль-Мактум (Дубаи).
В октябре 2024 года запущена услуга онлайн возврата авиабилетов.
9 ноября 2024 года совершён первый рейс на Мальдивы по маршруту Баку — Мале. Рейсы будут выполняться два раза в неделю, в субботу и понедельник.
Компании выделяются субсидии из государственного бюджета. На 2025 год запланировано выделение 5,9 млн манат.
25 декабря 2024 года произошла авиакатастрофа самолета Embraer E190 авиакомпании около аэропорта Актау.
23 января 2025 года AZANS («Азераэронавигация»), входящая в структуру компании, заключила соглашение с провайдером услуг управления воздушным движением Великобритании NATS Holdings с целью совершенствования технического обслуживания авиапарка, систем связи, навигации и наблюдения, обучения и развития кадрового потенциала. 
В 2025 году авиакомпания начала выполнять полёты в Тиват, Батуми, аэпропорт Чукурова, Ахмадабад.
С 3 сентября 2025 года открываются прямые авиарейсы Баку — Тебриз.
В мае 2025 года при поддержке AZAL в Баку впервые проведён Авиационный энергетический форум Международной ассоциации воздушного транспорта (IATA).

## Структура
I. Аппарат ЗАО «AZAL».
II. Структурные подразделения, находящиеся в подчинении ЗАО «AZAL»:
1. Грузовая авиационная компания «AZAL»
1.1 Пассажирская авиакомпания «AZAL»
2. Евлахская авиационная компания «АзалАгро»
3. Национальная Академия Авиации
4. Бюджетная авиакомпания Buta Airways
4. Международный аэропорт Гейдар Алиев
5. Международный аэропорт г. Гянджа
6. Международный аэропорт г. Нахичевань
7. Международный аэропорт г. Ленкорань
8. Международный аэропорт г. Закаталы
9-1. Международный аэропорт «Габала»
10. Управление воздушного движения «АзерАэронавигация»
11. Управление авиационной безопасности
12. Управление горюче-смазочных материалов «AZALOil»
13. Филиалы и представительства

## Флот

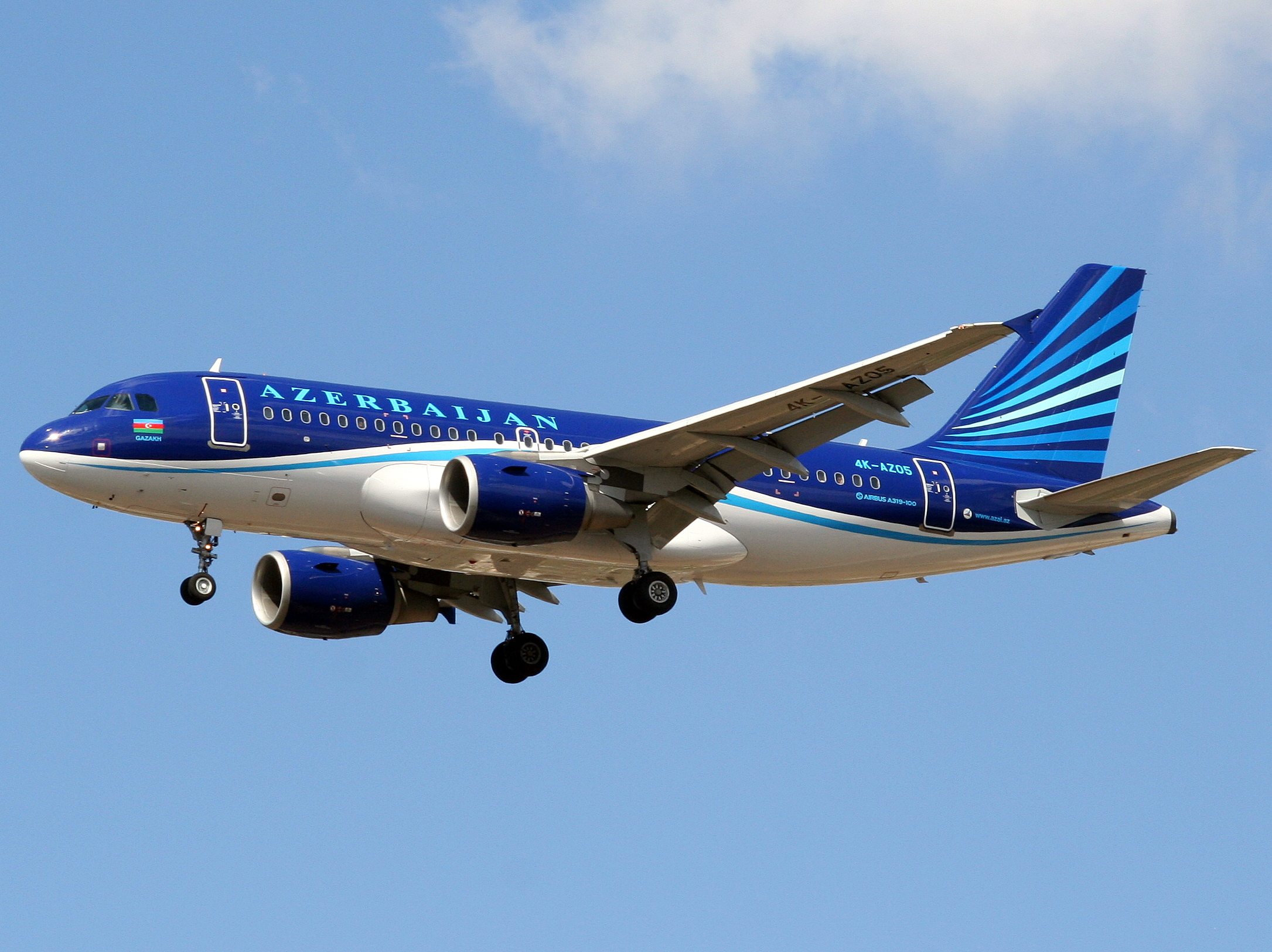
Airbus A319

По состоянию на март 2024 года средний возраст воздушного парка авиакомпании составляет 11 лет. Во флот входят следующие типы воздушных судов:

## Маршрутная сеть
На октябрь 2021 года AZAL выполняет рейсы в 40 пунктов в около 25 странах мира.
По состоянию на март 2020 года, AZAL выполняет рейсы в:
Азербайджан (внутренние)
- Нахичевань
- Гянджа

Северная Америка
- Нью-Йорк

Европа
- Берлин
- Бухарест
- Вена[27]
- Лондон
- Милан
- Женева (сезонный)
- Париж
- Прага (сезонный)
- Стамбул
- Тиват (сезонный)
- Франкфурт (по Codeshare соглашению)

Азия
- Абу-Даби (по Codeshare соглашению)
- Анкара
- Анталья
- Бодрум (сезонный)
- Даламан (сезонный)
- Доха (по Codeshare соглашению)
- Дубай
- Измир (сезонный)
- Пекин
- Тегеран
- Тель-Авив
- Шарджа (по Codeshare соглашению)
- Мальдивы[15]

Постсоветское пространство
- Кишинёв
- Актау (по Codeshare соглашению)
- Батуми[13]
- Киев
- Львов (сезонный)
- Минск (по Codeshare соглашению)
- Рига (по Codeshare соглашению)
- Ташкент
- Тбилиси
- Харьков
- Самарканд[7]

Россия
- Екатеринбург (по Codeshare соглашению)
- Москва
- Новосибирск (по Codeshare соглашению)
- Санкт-Петербург

Компания имеет соглашение о «едином коде» со следующими компаниями:
- Air Arabia
- Air France (SkyTeam)
- airBaltic
- Etihad Airways
- Lufthansa (Star Alliance)
- Qatar Airways (Oneworld)
- S7 Airlines (Oneworld)
- SCAT
- Turkish Airlines (Star Alliance)
- Международные авиалинии Украины

## Статистика
За 2021 год перевезено 874,5 тыс. пассажиров.

## Происшествия и катастрофы
- Катастрофа Ан-2 под Ханабадом.
- Катастрофа Ми-8 под Шушой.
- Катастрофа Ту-134 в Нахичевани. 5 декабря 1995 года самолёт Ту-134Б-3 4K-65703 выполнял рейс A-56 Нахичевань — Баку. Вскоре после взлёта из аэропорта Нахичевани произошёл отказ левого двигателя. Из-за скоротечного развития ситуации, неудовлетворительной эргономики кабины, а также выполнения помимо основных обязанностей функций контроля за высотой и скоростью, бортмеханик ошибочно выключил исправный правый двигатель. Когда ошибка была обнаружена, двигатель был уже остановлен. Командир корабля принял решение о производстве посадки с неработающими двигателями вне аэродрома. Самолёт приземлился на вспаханное поле, но в процессе движения по земле столкнулся с бетонным основанием ЛЭП-500, разрушился и сгорел. Из 82 человек, находившихся на борту, погибло 52.
- Катастрофа Як-40 в Гяндже. 15 мая 1997 года экипаж самолёта Яковлев Як-40 (4K-87504 Архивная копия от 5 марта 2016 на Wayback Machine) выполнял днём в ПМУ учебно-тренировочный полёт по кругу с целью получения допуска к полётам пилотов, закончивших обучение в национальной академии авиации. Было выполнено 4 полёта (три с посадкой, один с уходом на второй круг). После доклада о выполнении 4-го разворота самолёт резко перешёл на пикирование, столкнулся с землёй в 176 м от ДПРМ (5160 м от торца ВПП) и в 93 м левее предпосадочной прямой, полностью разрушился и сгорел. Находившиеся на борту 6 членов экипажа (проверяющий-командир АО, КВС, бортмеханик и 3 вторых пилота) погибли. В момент столкновения с землёй на пустыре в жилом районе города самолёт имел угол тангажа на пикирование 70 градусов и находился в посадочной конфигурации (шасси выпущены, закрылки на 35 градусов, стабилизатор в положении +1,2-1,5 град. При осмотре стационарных кислородных баллонов, расположенных в техотсеке слева в районе шпангоутов 31-33, были обнаружены два пулевых отверстия. Попадание пуль в баллоны с кислородом, находившимся в них под давлением, привели к возникновению пожара. Пожар распространился стремительно, перекинувшись в пассажирский салон и хвостовую часть фюзеляжа. Самолёт потерял продольную управляемость. Было установлено, что в районе 4-го разворота расположен полигон для стрельб, на котором этим днём проводила стрельбы группа азербайджанских военнослужащих. Возвращавшиеся по шоссе с полигона в казарму солдаты развлекались стрельбой из автоматов по дорожным знакам. Кто-то из них произвёл выстрелы в сторону появившегося самолёта Як-40, который в это момент выполнял 4-й разворот с правым креном на высоте круга[29].
- Катастрофа Ан-140 под Баку. 23 декабря 2005 года самолёт Антонов Ан-140 (4K-AZ48 Архивная копия от 3 марта 2016 на Wayback Machine) Азербайджанских Авиалиний, следовавший из Баку в Актау, вследствие потери экипажем ориентации в пространстве упал в Каспийское море в 30 км к северу от Баку. Полёт производился ночью в сложных метеоусловиях. Через пять минут после взлёта экипаж сообщил о технических неполадках и запросил данные о своей высоте и курсе. Вскоре после этого отметка самолёта с экрана диспетчера исчезла. На высоте 2100 м. самолёт вошёл в снижение по спирали, совершив 4 витка. В результате этого с большой вертикальной скоростью самолёт столкнулся с поверхностью воды в прибрежной полосе Каспийского моря и полностью разрушился. Все 18 пассажиров и 5 членов экипажа погибли. При расшифровке бортового самописца было обнаружено исчезновение индикации всех трёх авиагоризонтов вскоре после взлёта, что в условиях отсутствия видимости естественного горизонта, что привело к потере экипажем контроля над самолётом[30]. Авиакомпания вывела из эксплуатации оставшиеся Ан-140 4K-AZ49 "Lankaran" (Архивная копия от 27 декабря 2011 на Wayback Machine и 4K-AZ50 "Zaqatala" Архивная копия от 5 марта 2016 на Wayback Machine[31]).
- 12 августа 2010 года. самолёт Airbus A319 (4K-AZ04 "Guba" Архивная копия от 4 марта 2016 на Wayback Machine), выполнявший рейс J2075 по маршруту Баку — Стамбул со 119 пассажирами на борту, сошёл со взлётно-посадочной полосы стамбульского аэропорта им. Ататюрка. В результате схода были серьёзно повреждены передняя стойка шасси и двигатели. При аварийной ситуации никто из 120 пассажиров и 8 членов экипажа не пострадал.
- Катастрофа Embraer E190 около аэропорта Актау. 25 декабря 2024 года самолет Embraer E190, летевший из Баку в Грозный, по предварительной версии, при заходе на посадку был по ошибке обстрелян российской системой ПВО, после чего получил повреждения и был перенаправлен в другой аэропорт, разбился при попытке приземлиться в аэропорту Актау, Казахстан. На борту находилось 67 пассажиров, благодаря профессионализму экипажа 29 из них выжили в результате крушения.